# Mark Dalton
Marcus Dalton, detto Mark (Sydney, 9 novembre 1964), è un ex cestista e allenatore di pallacanestro australiano.
È il fratello di Brad Dalton e di Karen Dalton.

## Carriera
Con l'Australia ha disputato i Giochi olimpici di Los Angeles 1984 e i Campionati mondiali del 1986.